# Militair Huis van Z.M. de Koning
Het Militair Huis van Zijne Majesteit de Koning, kort Militair Huis, opgericht in 1849, is een onderdeel van de Dienst van het Koninklijk Huis en als zodanig verantwoordelijk voor het militaire ceremonieel. Ook onderhoudt het de niet-politieke contacten tussen het Koninklijk Huis en het ministerie van Defensie. De chef van het Militair Huis heeft de leiding.

## Adjudanten
De chef van het Militair Huis, ook wel adjudant-generaal genoemd, is de door het Ministerie van Defensie gedetacheerde beveilingsautoriteit van het koninklijk huis en tevens plaatsvervanger van de grootmeester. Hij geeft leiding aan de adjudanten en ordonnansofficieren. De adjudanten bereiden onder meer de openbare optredens voor van de leden van het Koninklijk Huis. Ook ondersteunen  zij de uitvoering van grote evenementen. De chef van het Militair Huis had tot 31 december 2008 de rang van luitenant-generaal of viceadmiraal. Met ingang van 1 januari 2009 is de rang generaal-majoor of schout-bij-nacht.
De adjudanten zijn afkomstig uit de Koninklijke Marine, Land- of Luchtmacht of de Koninklijke Marechaussee. Zij hebben de rang van kapitein-luitenant ter zee of luitenant-kolonel. De krijgsmachtonderdelen lenen deze medewerkers voor drie jaar uit aan het hof.
De koning(in) kan een adjudant na zijn of haar vertrek benoemen tot adjudant in buitengewone dienst. Dat betekent dat hij of zij in bijzondere omstandigheden tijdelijk kan worden teruggeroepen. Het motto luidt: Trouw, Dienstbereid en Oplettend.
De adjudant-generaal en de adjudanten dragen op de rechterschouder van hun uniform een goudkleurige nestel (gevlochten koorden). Op de revers is de letter W van Willem-Alexander te zien, met een kroontje erboven.

## Chefs van het Militair Huis sinds 1849
| Start periode    | Eind periode     | Foto | Naam                                                                |
| ---------------- | ---------------- | ---- | ------------------------------------------------------------------- |
| 8 april 1849     | 28 mei 1854      |      | Luitenant-generaal jhr. Reinhold Anthonie Klerck                    |
| 29 mei 1854      | 1 maart 1884     |      | Luitenant-generaal graaf J.F. Dumonceau                             |
| 1 april 1884     | 30 maart 1891    |      | Viceadmiraal jhr. Jules Henri van Capellen                          |
| 1 mei 1891       | 6 augustus 1918  |      | Luitenant-generaal graaf C.H.F. Dumonceau (zoon van de tweede chef) |
| 24 augustus 1918 | 10 mei 1940      |      | Viceadmiraal Fritz Bauduin                                          |
| 15 april 1946    | 16 november 1954 |      | Viceadmiraal N.A. Rost van Tonningen                                |
| 16 november 1954 | 1 januari 1962   |      | Luitenant-generaal C.F. Pahud de Mortanges                          |
| 1 januari 1962   | 1 februari 1976  |      | Luitenant-generaal H. Schaper                                       |
| 1 februari 1976  | 1 februari 1986  |      | Viceadmiraal E. Roest                                               |
| 1 februari 1986  | 1 september 1989 |      | Luitenant-generaal T.J. de Geus                                     |
| 1 september 1989 | 1 december 1995  |      | Viceadmiraal C.H.E. Brainich von Brainich Felth                     |
| 1 december 1995  | 1 november 2001  |      | Luitenant-generaal J.F.G.A.M. Maas                                  |
| 1 november 2001  | 1 januari 2009   |      | Luitenant-generaal A.J.G.M. Blomjous                                |
| 1 januari 2009   | 1 januari 2014   |      | Generaal-majoor H. Morsink                                          |
| 1 januari 2014   | 1 januari 2017   |      | Generaal-majoor H. van der Louw                                     |
| 1 januari 2018   | Heden            |      | Schout-bij-nacht L. Brummelaar                                      |